# Luis Milán Fernández
Luis Milán Fernández (sinh ngày 21 tháng 2 năm 1970) là bác sĩ y khoa và nhà bất đồng chính kiến người Cuba.
Ông đã bị chính quyền Cuba bắt trong vụ mùa Xuân đen năm 2003, và bị kết án 13 năm tù. Tổ chức Ân xá Quốc tế đã công nhận ông là tù nhân lương tâm.